# المونت (کلرادو)
المونت، کلورادو (به انگلیسی: Almont, Colorado) یک منطقهٔ مسکونی در ایالات متحده آمریکا است که در کلرادو واقع شده‌است.

## خصوصیات
المونت ۲٬۴۴۵ متر بالاتر از سطح دریا واقع شده‌است.